# She Got It
She Got It è il primo singolo del rapper statunitense 2 Pistols, pubblicato nel 2008 e interpretato insieme a T-Pain e Tay Dizm. Il brano è stato estratto dall'album Death Before Dishonor.

## Tracce
- Download digitale

1. She Got It (featuring T-Pain & Tay Dizm)